# بهي الشعر (جنس حيوان)
بهي الشعر (الاسم العلمي: Callithrix) هو جنس من القرود العالم الجديد من عائلة بهيات الشعر، والأسرة التي تحتوي على قرود القشة وطمارين. جنس يعيش في الغابات الأطلسية. اسم كاليثريكس Callithrix مشتق من الكلمة اليونانية kallos ، ومعنى جميل، و thrix ، معنى الشعر، أي "الشعر الجميل".

## التصنيف
كان جنس ميكو وكاليبيلا يُعتبران سابقًا جنسًا فرعيًا من جنس كاليثريكس. يختلف كاليثريكس عن ميكو في مورفولوجيا الأسنان والتوزيع الجغرافي ؛ يتم توزيع أنواع كاليثريكس بالقرب من ساحل المحيط الأطلسي للبرازيل، بينما يتم توزيع أنواع ميكو في الداخل. تختلف كاليثريكس عن كاليبيلا في هذه الميزات، وكذلك في الحجم، حيث تكون أنواع كاليثريكس أكبر بكثير. تختلف أنواع كاليثريكس عن جنس طمارين في أن كاليثريكس لديها قواطع سفلية واسعة بنفس حجم أسنان الكلاب، والتي تُستخدم في حفر الثقوب في الأشجار لاستخراج الإفرازات.
يعتقد بعض العلماء، بما في ذلك روزنبرجر (1981)، أن قشة قزمي يجب تضمينه في كاليثريكس على أساس الدراسات الجينية، على الرغم من أن قشة قزمي أصغر بكثير من كاليثريكس.
بشكل عام ، تميل أنواع كاليثريكس و ميكو إلى تكوين مجموعات أكبر والعيش ضمن نطاقات منزلية أصغر، وبالتالي تعيش في كثافة سكانية أعلى من غيرها من بهيات الشعر، ولكن يمكن أن تختلف هذه الإحصائيات بشكل كبير بين أنواع كاليثريكس المُختلفة. عادة ما تمتلك C. jacchus و C. pencillata مناطق موطن أقل من 10 هكتارات ، بينما تميل أنواع كاليثريكس الأخرى إلى امتلاك مناطق منزلية أكبر.

### الأصناف
جنس قرود كاليثريكس (Callithrix)
- قشة مألوفة، Callithrix jacchus
- قرد القشة ذو خصلات الشعر السوداء، Callithrix penicillata
- قرد القشة ويد، Callithrix kuhlii
- قرد القشة أبيض الرأس ، Callithrix geoffroyi
- قرد القشة ذو خصلات الشعر الصفراء البنية، Callithrix aurita
- قرد القشة ذو الرأس الأصفر البني، Callithrix flaviceps

## علم البيئة
تشكل الإفرازات، مثل الصمغ والنسغ والفواكه والرحيق والفطريات، الجزء الأكبر من نظام فصيلة كاليثريكس، ولكنها تأكل أيضًا المفصليات والطيور الصغيرة والسحالي الصغيرة والضفادع . وهي متخصصة في استغلال الإفرازات من خلال القواطع السفلية المطولة التي تشبه الإزميل وفكها الواسع الذي يسمح لهما بنقر اللحاء من الأشجار التي تنتج اللثة. تحتوي أمعاءها أيضًا على أعور معقد مكبر يسمح لهضم اللثة بكفاءة أكبر من معظم الحيوانات الأخرى. تسمح قدرة أنواع كاليثريكس بالتغذية على الإفرازات بسهولة للبقاء على قيد الحياة في المناطق التي تكون فيها الفاكهة موسمية للغاية أو غير متاحة . من المعروف أن بعض هذه الأنواع، تسكن حدائق المدينة وساحات الأفنية ومزارع جوز الهند.

## التربية
تلد أنثى كاليثريكس عمومًا طفلين أو أكثر في كل مرة. يمكنهم الإباضة والحمل في غضون أسبوعين إلى أربعة أسابيع بعد الولادة، ولا يتم تثبيط الإباضة بالرضاعة . من المعروف أن تعدد الزوجات يحدث في العديد من أنواع كاليثريكس . إلا أن الأنثى المهيمنة تقتل ذرية أنثى داخل المجموعة. تصل الإناث عمومًا إلى مرحلة النضج الجنسي بين 12 و 17 شهرًا، والذكور ما بين 15 و 25 شهرًا.